# Nord/Sprint Futsal
Il Nord/Sprint Futsal è una squadra norvegese di calcio a 5, con sede nella città di Sortland. Nella stagione 2017-2018 milita in Eliteserie, massimo livello del campionato.

## Storia
In virtù della promozione arrivata al termine della stagione 2016-2017, il Nord/Sprint si è apprestato ad affrontare il primo campionato in Futsal Eliteserie nel 2017-2018.

## Rosa
Aggiornata al campionato 2017-2018.
| N° | Naz.                | Ruolo | Sportivo                   | Anno |  |  |
| -- | ------------------- | ----- | -------------------------- | ---- |  |  |
| 1  | Norvegia (bandiera) | POR   | Tobias Hjorthen Paulsen    |      |  |  |
| 2  | Norvegia (bandiera) |       | Stefan Andre Håheim Jensen |      |  |  |
| 3  | Norvegia (bandiera) |       | Øystein Torgersen          |      |  |  |
| 4  | Norvegia (bandiera) |       | Espen Barstad Ellingsen    |      |  |  |
| 6  | Norvegia (bandiera) |       | Bendik Lind                |      |  |  |
| 7  | Norvegia (bandiera) |       | Ervin Kozica               |      |  |  |
| 8  | Norvegia (bandiera) |       | Sondre Laugsand            |      |  |  |
| 9  | Norvegia (bandiera) |       | Ingar Angell Nicolaysen    |      |  |  |
| 10 | Norvegia (bandiera) |       | William Sebastian Aas      |      |  |  |
| 11 | Norvegia (bandiera) |       | Simen Angell Nicolaysen    |      |  |  |
| 12 | Norvegia (bandiera) |       | Fredrik Norum              |      |  |  |
| 16 | Norvegia (bandiera) |       | Simon Laugsand             |      |  |  |